# Văleni (okręg Harghita)
Văleni (węg. Patakfalva) – wieś w Rumunii, w okręgu Harghita, w gminie Feliceni. W 2011 roku liczyła 314 mieszkańców.